# 张经 (地球化学家)
张经（1957年10月—），生于内蒙古自治区。籍贯山东龙口，中国化学海洋学与海洋生物地球化学家。华东师范大学教授、学术委员会副主任，中国科学院地学部院士。

## 生平
1982年毕业于南京大学并获学士学位，1985年在山东海洋学院（现中国海洋大学）获硕士学位，1988年于法国皮埃尔—玛丽·居里大学（巴黎六大）获博士学位。曾在法国巴黎高等师范学校、荷兰海洋研究所等地做博士后研究和短期工作，1990年回国并在青岛海洋大学（现中国海洋大学）任教。曾在英国利物浦大学（1995-1996）、比利时安特卫普大学（1998-1999）、美国麻省理工学院（1996）等处工作，担任研究员、客座和访问教授等职。自1999年起，应聘为教育部“长江学者奖励计划”特聘教授，并在华东师范大学河口海岸学国家重点实验室工作至今。